# Pseudorthosia pallidior
Pseudorthosia pallidior är en fjärilsart som beskrevs av Cockerell 1906. Pseudorthosia pallidior ingår i släktet Pseudorthosia och familjen nattflyn. Inga underarter finns listade.